# اوری ای‌اس
آوری ای‌اس (انگلیسی: Evry AS) شرکت فناوری اطلاعات نروژی است، که در سال ۲۰۱۰ تأسیس شد.